# Mei Lan
Mei Lan (chinois : 美兰) est un panda géant mâle né le 6 septembre 2006 au zoo d'Atlanta dans la ville du même nom, en Géorgie (États-Unis), après un accouchement record de 35 heures de sa mère, Lun Lun. 
Initialement identifié par le personnel du zoo comme étant une femelle, Mei Lan, mal sexué, fut déterminé comme mâle par le personnel chinois de la base de recherche de Chengdu sur l'élevage de pandas. Il est le premier petit de Lun Lun et Yang Yang, qui sont également les parents de Xi Lan, Po, et de 2 portées de jumeaux, à savoir Mei Lun & Mei Huan, et Ya Lun & Xi Lun. 

## Rapatriement
Mei Lan, comme d'autres pandas géants nés dans un zoo aux États-Unis, appartient contractuellement à la Chine. Il rejoignit l'Asie le 4 février 2010, sur le même vol que Tai Shan depuis le zoo national de Washington DC,. Son nouvel habitat est le centre de recherche sur le Panda géant de Chengdu, où ses deux parents sont originaires.